# Breakin’ Dishes
„Breakin’ Dishes” – utwór barbadoskiej piosenkarki Rihanny z jej trzeciego albumu studyjnego, zatytułowanego Good Girl Gone Bad. Został wyprodukowany przez Teriusa Nasha i Christophera Stewarta, który odpowiedzialny jest też za tekst utworu. Piosenka opowiadająca o kobiecie, która pragnie zemścić się na swoim mężu, który ją oszukuje. Piosenka została wydana w Stanach Zjednoczonych w 2009 roku. Utwór uplasował się na czwartej pozycji Hot Dance Club Songs, stając się ósmą, najlepszą piosenką Rihanny na tej liście. Kompozycja znalazła się w liście utworów trasy Good Girl Gone Bad, Glow in the Dark i Last Girl on Earth Tour, uzyskując tym samym pozytywną recenzję od Seana Daly z „St. Petersburg Times”, za „górną stronę albumu”.

## Tło
„Breakin’ Dishes” napisany i wyprodukowany przez Christophera Stewarta we współpracy z Teriusem Nashem, to czwarty utwór z płyty Rihanny Good Girl Gone Bad. Tekst dotyczy żony, która mści się na swoim mężu. W odniesieniu do gatunku, który wykonuje Rihanna, utwór jest elektroniczną pop piosenką, wydaną w 2009 roku do promocji trzeciego studyjnego albumu.

## Track lista
- U.S. Promo Single (radio stacje i DJ tylko)[1]

1. „Breakin’ Dishes (Album Version)” – 3:20
2. „Breakin’ Dishes (Extended Album Version)” – 4:16
3. „Breakin’ Dishes (Soul Seekerz Radio Edit)” – 3:12
4. „Breakin’ Dishes (Soul Seekerz Club Mix)” - 6:37
5. „Breakin’ Dishes (Soul Seekerz Dub)” – 6:37
6. „Breakin’ Dishes (Ralphi Rosario & Craig J Club Mix)” – 8:19

## Notowania
| Lista przebojów (2008)                                                    | Najwyższa pozycja |
| ------------------------------------------------------------------------- | ----------------- |
| Stany Zjednoczone (Hot Dance Club Songs)                                  | 4                 |
| Lista przebojów (2009)                                                    | Najwyższa pozycja |
| Stany Zjednoczone (Hot Dance Club Songs) - „Breakin’ Dishes 2009 Remixes” | 4                 |